# Phoroncidia spissa
Phoroncidia spissa är en spindelart som först beskrevs av Hercule Nicolet 1849.  Phoroncidia spissa ingår i släktet Phoroncidia och familjen klotspindlar. Inga underarter finns listade i Catalogue of Life.